# Mihály
Mihály (960 circa – 977 circa o 995) era un membro della famiglia degli Arpadi, un figlio minore di Taksony, Gran principe degli ungari.
La maggioranza dei dettagli della sua vita resta avvolta dal mistero. Quasi tutti i sovrani d'Ungheria dopo il 1046 discendevano da lui.
Secondo lo storico ungherese György Györffy, Mihály ricevette a titolo di feudo un ducatus da suo fratello, il Gran principe Géza. Gli storici slovacchi specificano che amministrarono il "Ducato di Nitra" tra il 971 e il 997 circa. Tuttavia, nessuna di queste teorie è stata universalmente accettata dagli storici.

## Biografia

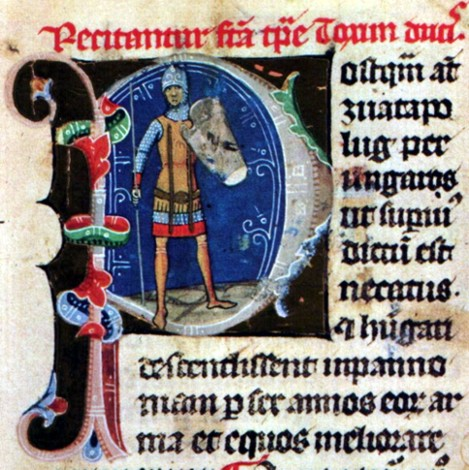
Il padre di Mihály, Taksony, raffigurato nella Chronica Picta

L'ignoto autore delle Gesta Hungarorum della fine del XII secolo narra che il padre di Mihály, Taksony, sposò una moglie proveniente "dalla terra dei Cumani". Tuttavia, le terre dominate dai cumani al tempo dell'anonimo erano state controllate dai peceneghi fino al 1050. Di conseguenza, Györffy propone che la moglie di Taksony fosse la figlia di un capo tribù pecenego. Altri storici, incluso Gyula Kristó e Ferenc Makk, affermano che il resoconto dell'anonimo potrebbe riferirsi invece a una donna cazara o bulgara del Volga.
Mihály era il figlio minore di Taksony: Györffy scrive che quando era ancora minorenne fu battezzato intorno al 972. Ricevette il battesimo insieme a suo fratello maggiore, Géza, che succedette al padre come Gran principe in quel periodo. Il nome di Mihály deriva dall'Arcangelo Michele. Secondo Györffy, l'uso frequente del nome "Béla" da parte dei suoi discendenti (quattro re e due duchi degli Arpadi portavano questo nome), implica che quello fosse il nome pagano originale. L'autore scrive anche che la desinenza "a" del suo nome esclude che sia stato preso in prestito da una lingua slava, perché "a" è una desinenza femminile in quella famiglia di idiomi. Invece, propone una visione alternativa secondo cui il nome deriva dal titolo turco bojla.

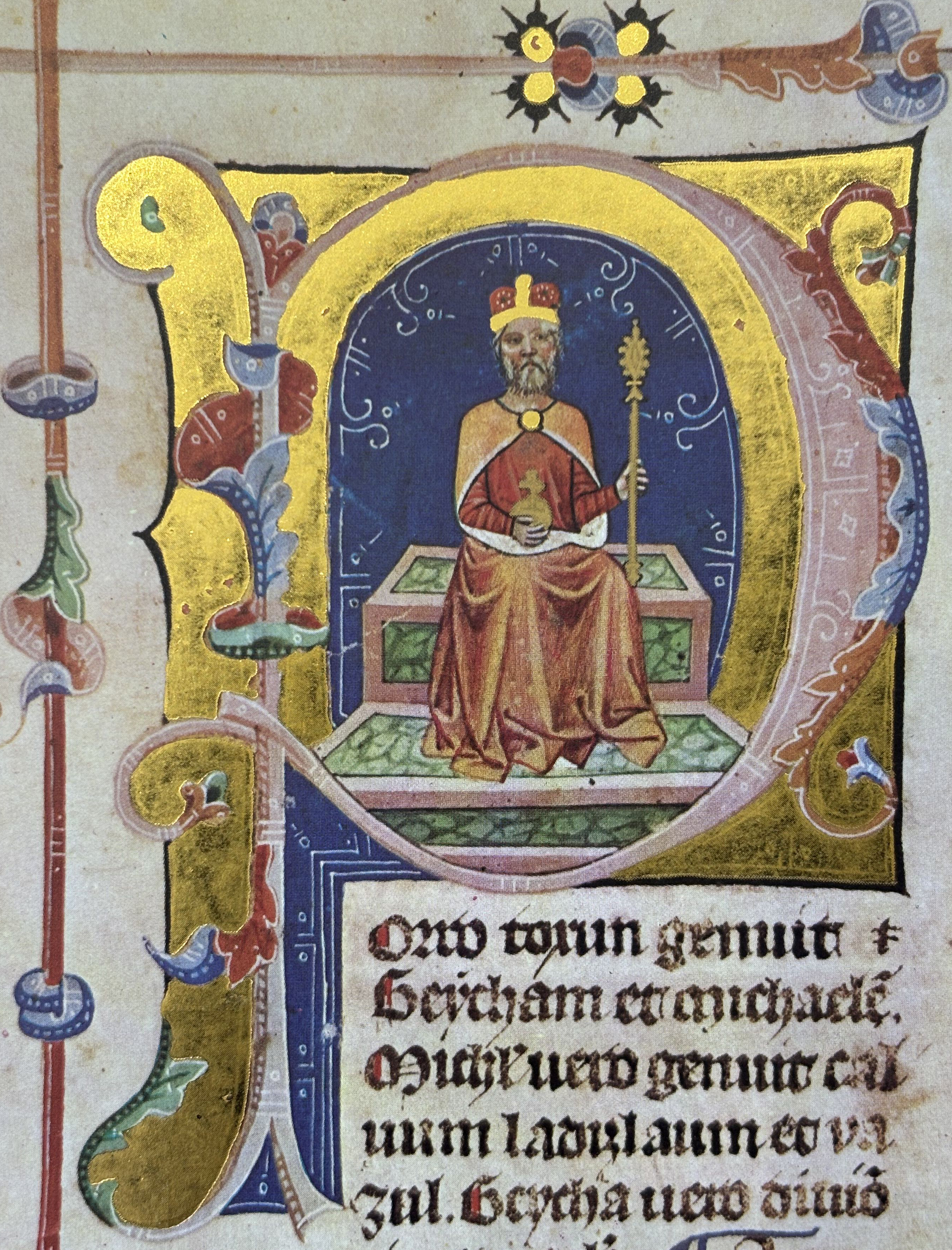
Il fratello di Mihály, Géza, raffigurato nella Chronica Picta

Secondo Györffy, Mihály era uno stretto alleato di suo fratello, dal momento che non esistono prove che la loro relazione sia mai stata tesa. Pertanto, continua Györffy, Géza "probabilmente concesse un ducatus" nel Principato d'Ungheria a Mihály, malgrado non vi sia alcuna attestazione di questo evento. Stando a Steinhübel, Mihály ricevette il possesso del "ducato di Nitra" intorno al 971. Il suo collega, Ján Lukačka, aggiunge che fu Mihály a spezzare "la resistenza dei nobili locali" in questo ducato.
Il destino di Mihály è sconosciuto; Györffy propone che sia morto prima di suo fratello (ovvero del 997) o che abbia rinunciato al suo ducato in favore del figlio di Géza, Stefano, senza opporre resistenza. D'altra parte, Steinhübel immagina che Mihály fu assassinato nel 995, probabilmente "con il convincimento di suo fratello Géza". Allo stesso modo, Lukačka sostiene che Mihály "perì, apparentemente, per ordine di" Géza. Anche Vladimír Segeš aderisce a questa tesi, sottolineando come Géza aveva ucciso Mihály, secondo lui tra il 976 e il 978, ma che gli subentrò suo figlio, Ladislao il Calvo.

## Famiglia
Si conosce il nome di due figli di Mihály, Vazul (Basilio) e Ladislao. Secondo Györffy, "è probabile" che la moglie di Mihály fosse imparentata con Samuele di Bulgaria, perché i nomi di entrambi i suoi figli erano popolari tra gli ortodossi, inclusi i membri della dinastia dei Cometopuli. Györffy aggiunge che Mihály sposò sua moglie bulgara quando raggiunse la maggiore età, cioè intorno al 980. Il seguente albero genealogico presenta gli antenati di Mihály e la sua progenie.
|  |  |                          |                          |                          |                          | Árpád                    | Árpád                    | Árpád  | Árpád  | Árpád                     | Árpád                     |                           |                           | Menumorut*                | Menumorut*                | Menumorut*               | Menumorut*               | Menumorut*                | Menumorut*                |                           |                           |                           |                           |  |  |                            |                            |                            |                            |                            |                            |                    |                    |                    |                    |                    |                    |                |                |                |                |
|  |  |                          |                          |                          |                          | Árpád                    | Árpád                    | Árpád  | Árpád  | Árpád                     | Árpád                     |                           |                           | Menumorut*                | Menumorut*                | Menumorut*               | Menumorut*               | Menumorut*                | Menumorut*                |                           |                           |                           |                           |  |  |                            |                            |                            |                            |                            |                            |                    |                    |                    |                    |                    |                    |                |                |                |                |
|  |  |                          |                          |                          |                          | Zoltán                   | Zoltán                   | Zoltán | Zoltán | Zoltán                    | Zoltán                    |                           |                           | figlia                    | figlia                    | figlia                   | figlia                   | figlia                    | figlia                    |                           |                           |                           |                           |  |  |                            |                            |                            |                            |                            |                            |                    |                    |                    |                    |                    |                    |                |                |                |                |
|  |  |                          |                          |                          |                          | Zoltán                   | Zoltán                   | Zoltán | Zoltán | Zoltán                    | Zoltán                    |                           |                           | figlia                    | figlia                    | figlia                   | figlia                   | figlia                    | figlia                    |                           |                           |                           |                           |  |  |                            |                            |                            |                            |                            |                            |                    |                    |                    |                    |                    |                    |                |                |                |                |
|  |  |                          |                          |                          |                          |                          |                          |        |        |                           |                           |                           |                           |                           |                           |                          |                          |                           |                           |                           |                           |                           |                           |  |  |                            |                            |                            |                            |                            |                            |                    |                    |                    |                    |                    |                    |                |                |                |                |
|  |  |                          |                          |                          |                          |                          |                          |        |        | Taksony                   | Taksony                   | Taksony                   | Taksony                   | Taksony                   | Taksony                   |                          |                          | una nobildonna «cumana»** | una nobildonna «cumana»** | una nobildonna «cumana»** | una nobildonna «cumana»** | una nobildonna «cumana»** | una nobildonna «cumana»** |  |  |                            |                            |                            |                            |                            |                            |                    |                    |                    |                    |                    |                    |                |                |                |                |
|  |  |                          |                          |                          |                          |                          |                          |        |        | Taksony                   | Taksony                   | Taksony                   | Taksony                   | Taksony                   | Taksony                   |                          |                          | una nobildonna «cumana»** | una nobildonna «cumana»** | una nobildonna «cumana»** | una nobildonna «cumana»** | una nobildonna «cumana»** | una nobildonna «cumana»** |  |  |                            |                            |                            |                            |                            |                            |                    |                    |                    |                    |                    |                    |                |                |                |                |
|  |  |                          |                          |                          |                          |                          |                          |        |        |                           |                           |                           |                           |                           |                           |                          |                          |                           |                           |                           |                           |                           |                           |  |  |                            |                            |                            |                            |                            |                            |                    |                    |                    |                    |                    |                    |                |                |                |                |
|  |  |                          |                          |                          |                          |                          |                          |        |        |                           |                           |                           |                           |                           |                           |                          |                          |                           |                           |                           |                           |                           |                           |  |  |                            |                            |                            |                            |                            |                            |                    |                    |                    |                    |                    |                    |                |                |                |                |
|  |  | Géza                     | Géza                     | Géza                     | Géza                     | Géza                     | Géza                     |        |        |                           |                           |                           |                           |                           |                           |                          |                          | Mihály                    | Mihály                    | Mihály                    | Mihály                    | Mihály                    | Mihály                    |  |  | una principessa bulgara*** | una principessa bulgara*** | una principessa bulgara*** | una principessa bulgara*** | una principessa bulgara*** | una principessa bulgara*** |                    |                    |                    |                    |                    |                    |                |                |                |                |
|  |  | Géza                     | Géza                     | Géza                     | Géza                     | Géza                     | Géza                     |        |        |                           |                           |                           |                           |                           |                           |                          |                          | Mihály                    | Mihály                    | Mihály                    | Mihály                    | Mihály                    | Mihály                    |  |  | una principessa bulgara*** | una principessa bulgara*** | una principessa bulgara*** | una principessa bulgara*** | una principessa bulgara*** | una principessa bulgara*** |                    |                    |                    |                    |                    |                    |                |                |                |                |
|  |  |                          |                          |                          |                          |                          |                          |        |        |                           |                           |                           |                           |                           |                           |                          |                          |                           |                           |                           |                           |                           |                           |  |  |                            |                            |                            |                            |                            |                            |                    |                    |                    |                    |                    |                    |                |                |                |                |
|  |  |                          |                          |                          |                          |                          |                          |        |        |                           |                           |                           |                           |                           |                           |                          |                          |                           |                           |                           |                           |                           |                           |  |  |                            |                            |                            |                            |                            |                            |                    |                    |                    |                    |                    |                    |                |                |                |                |
|  |  | Re d'Ungheria (dal 1046) | Re d'Ungheria (dal 1046) | Re d'Ungheria (dal 1046) | Re d'Ungheria (dal 1046) | Re d'Ungheria (dal 1046) | Re d'Ungheria (dal 1046) |        |        | una donna del clan Tátony | una donna del clan Tátony | una donna del clan Tátony | una donna del clan Tátony | una donna del clan Tátony | una donna del clan Tátony |                          |                          | Vazul                     | Vazul                     | Vazul                     | Vazul                     | Vazul                     | Vazul                     |  |  |                            |                            | Ladislao il Calvo          | Ladislao il Calvo          | Ladislao il Calvo          | Ladislao il Calvo          | Ladislao il Calvo  | Ladislao il Calvo  |                    |                    | Premislava****     | Premislava****     | Premislava**** | Premislava**** | Premislava**** | Premislava**** |
|  |  | Re d'Ungheria (dal 1046) | Re d'Ungheria (dal 1046) | Re d'Ungheria (dal 1046) | Re d'Ungheria (dal 1046) | Re d'Ungheria (dal 1046) | Re d'Ungheria (dal 1046) |        |        | una donna del clan Tátony | una donna del clan Tátony | una donna del clan Tátony | una donna del clan Tátony | una donna del clan Tátony | una donna del clan Tátony |                          |                          | Vazul                     | Vazul                     | Vazul                     | Vazul                     | Vazul                     | Vazul                     |  |  |                            |                            | Ladislao il Calvo          | Ladislao il Calvo          | Ladislao il Calvo          | Ladislao il Calvo          | Ladislao il Calvo  | Ladislao il Calvo  |                    |                    | Premislava****     | Premislava****     | Premislava**** | Premislava**** | Premislava**** | Premislava**** |
|  |  |                          |                          |                          |                          |                          |                          |        |        |                           |                           |                           |                           |                           |                           |                          |                          |                           |                           |                           |                           |                           |                           |  |  |                            |                            |                            |                            |                            |                            |                    |                    |                    |                    |                    |                    |                |                |                |                |
|  |  |                          |                          |                          |                          |                          |                          |        |        |                           |                           |                           |                           | Re d'Ungheria (dal 1046)  | Re d'Ungheria (dal 1046)  | Re d'Ungheria (dal 1046) | Re d'Ungheria (dal 1046) | Re d'Ungheria (dal 1046)  | Re d'Ungheria (dal 1046)  |                           |                           |                           |                           |  |  |                            |                            |                            |                            |                            |                            | Bonuzlo o Domoslav | Bonuzlo o Domoslav | Bonuzlo o Domoslav | Bonuzlo o Domoslav | Bonuzlo o Domoslav | Bonuzlo o Domoslav |                |                |                |                |

* La storicità o meno di Menumorut resta oggetto di dibattito per gli studiosi moderni.
** Una signora bulgara del Volga, cazara, o pecenega.
*** Györffy ritiene si tratti di una donna legata alla dinastia bulgara dei Cometopuli.
**** Kristó ritiene fosse un membro della dinastia rjurikide dalla Rus' di Kiev.

## Ascendenza
|                    |   |   | Genitori |  |  | Nonni |  |  | Bisnonni         |  |  | Trisnonni |  |
|                    |   |   |          |  |  |       |  |  | Árpád d'Ungheria |  |  | Álmos     |  |
|                    |   |   |          |  |  |       |  |  | Árpád d'Ungheria |  |  | Álmos     |  |
|                    |   | … |          |  |  |       |  |  | Árpád d'Ungheria |  |  |           |  |
| Zoltán d'Ungheria  |   |   |          |  |  |       |  |  | Árpád d'Ungheria |  |  |           |  |
|                    |   | … | …        |  |  |       |  |  |                  |  |  |           |  |
|                    |   | … | …        |  |  |       |  |  |                  |  |  |           |  |
|                    |   | … | …        |  |  |       |  |  |                  |  |  |           |  |
| Taksony d'Ungheria |   | … |          |  |  |       |  |  |                  |  |  |           |  |
|                    |   | … | …        |  |  |       |  |  |                  |  |  |           |  |
|                    |   | … | …        |  |  |       |  |  |                  |  |  |           |  |
|                    |   | … | …        |  |  |       |  |  |                  |  |  |           |  |
| …                  |   | … |          |  |  |       |  |  |                  |  |  |           |  |
|                    |   | … | …        |  |  |       |  |  |                  |  |  |           |  |
|                    |   | … | …        |  |  |       |  |  |                  |  |  |           |  |
|                    |   | … | …        |  |  |       |  |  |                  |  |  |           |  |
| Mihály d'Ungheria  |   | … |          |  |  |       |  |  |                  |  |  |           |  |
|                    | … | … |          |  |  |       |  |  |                  |  |  |           |  |
|                    | … | … |          |  |  |       |  |  |                  |  |  |           |  |
|                    | … | … |          |  |  |       |  |  |                  |  |  |           |  |
| …                  | … |   |          |  |  |       |  |  |                  |  |  |           |  |
|                    |   | … | …        |  |  |       |  |  |                  |  |  |           |  |
|                    |   | … | …        |  |  |       |  |  |                  |  |  |           |  |
|                    |   | … | …        |  |  |       |  |  |                  |  |  |           |  |
| …                  |   | … |          |  |  |       |  |  |                  |  |  |           |  |
|                    |   | … | …        |  |  |       |  |  |                  |  |  |           |  |
|                    |   | … | …        |  |  |       |  |  |                  |  |  |           |  |
|                    |   | … | …        |  |  |       |  |  |                  |  |  |           |  |
| …                  |   | … |          |  |  |       |  |  |                  |  |  |           |  |
|                    |   | … | …        |  |  |       |  |  |                  |  |  |           |  |
|                    |   | … | …        |  |  |       |  |  |                  |  |  |           |  |
|                    |   | … | …        |  |  |       |  |  |                  |  |  |           |  |
|                    |   | … |          |  |  |       |  |  |                  |  |  |           |  |

### Fonti primarie
- Anonimo notaio di re Béla, Gesta Hungarorum, traduzione di Martyn Rady e László Veszprémy, CEU Press, 2010, ISBN 978-963-9776-95-1.

### Fonti secondarie
- (EN) György Györffy, King Saint Stephen of Hungary, Atlantic Research and Publications, 1994, ISBN 978-0-88033-300-9.
- (HU) György Györffy, István király és műve [Re Stefano e il suo operato], Balassi Kiadó, 2000.
- (HU) Zoltán Kordé, Taksony, in Korai magyar történeti lexikon (9-14. század) Enciclopedia dell'Antica Storia Ungherese (IX–XIV secolo), Akadémiai Kiadó, 1994,  p. 659, ISBN 963-05-6722-9.
- (HU) Gyula Kristó e Ferenc Makk, Az Árpád-ház uralkodói [Sovrani della casata degli Arpadi], I.P.C. Könyvek, 1996, ISBN 963-7930-97-3.
- Ján Lukačka, The beginnings of the nobility in Slovakia, in Slovakia in History, Cambridge University Press, 2011,  pp. 30-37, ISBN 978-0-521-80253-6.
- Vladimír Segeš, Nitra Appanage Duchy - Slovak History: Chronology & Lexicon, Bolchazy-Carducci Publishers, Slovenské Pedegogické Nakladatel'stvo, 2002,  p. 278, ISBN 0-86516-444-4.
- (EN) Ján Steinhübel, The Duchy of Nitra, in Slovakia in History, Cambridge University Press, 2011,  pp. 15–29, ISBN 978-0-521-80253-6.